# Tejkovskij rajon
Il Tejkovskij rajon (in russo Тейковский район?) è un rajon dell'Oblast' di Ivanovo, nella Russia europea; il capoluogo è Tejkovo, fra gli altri centri abitati si ricorda Nerl. Istituito nel 1929, il rajon ricopre una superficie di 1290 chilometri quadrati e nel 2010 ospitava una popolazione di circa 12.000 abitanti.